# Сивалик
Си́ва́лик (хинди शिवालिक, буквально — Принадлежащее Шиве), Предгимала́и — горная цепь, южнейшая, самая геологически молодая и самая низкая ступень Гималаев. Название происходит от выражения на языках хинди и непальском 'шивалик парват' शिवालिक पर्वत. Другие названия — холмы Чуриа (непальск. चुरिया पर्वत), холмы Чур (непальск. चूरे पर्वत) и холмы Маргалла.
Высота над уровнем моря в среднем 700—1200 м. Длина около 1700 км, ширина — 8—50 км. Также к Сивалику относят геологически схожие предгорья Гималаев в Ассаме. Хребет разделяет Малые Гималаи и Индо-Гангскую равнину, резко поднимаясь над последней.
Сивалик протягивается от долины реки Тиста через Непал, индийские штаты Уттаракханд, Химачал-Прадеш и до северного Пакистана. Северо-западная часть Сивалика расположена на территориях, оспариваемых Индией и Пакистаном.
Хребет изрезан узкими и глубокими долинами рек. Склоны покрыты тропическими лесами. В местах дефорестации сильно развита эрозия. На востоке количество осадков (в основном, в виде ливней) значительно превышает количество в западной части. У подножья — заболоченные джунгли (тераи). В Непале между Сиваликом и Малыми Гималаями расположены внутренние тераи — жаркие и влажные долины с богатой флорой и фауной, часто заболоченные.
В Индии на территории Сивалика расположено несколько охраняемых природных территорий, в том числе и старейший национальный парк страны «Джим Корбетт».
В честь хребта назван один из кораблей ВМС Индии.
Сивалик является местом находок остатков миоценовых антропоидов — сивапитеков, индопитеков, гигантопитеков и Kapi ramnagarensis.